# Publius Pomponius Graecinus
Publius (of Gaius) Pomponius Graecinus, consul suffectus in 16 n.Chr., was een vriend en patronus van Ovidius, die aan hem drie van zijn brieven in ballingen richtte (ex Pont. I 6, II 6, IV 9.). Deze Pomponius Graecinus was de broer van Pomponius Flaccus en waarschijnlijk ook de vader van Pomponia Graecina, die tijdens de regering van Claudius leefde.

## Referentie
- W. Smith, art. P. Pomponius Graecinus, in W. Smith (ed), A dictionary of Greek and Roman biography and mytholog, Londen, 1873, p. 494.